# Hârtie

Imagine ilustrând dimensiunile standardului A pentru desenele tehnice.

Hârtia este un material plan și subțire, având ca element esențial suprafața sa pe care se poate scrie, desena, tipări, picta. Este considerat un material de bază în domeniul ambalajului, al creării de filtre etc. Două din dimensiunile colii de hârtie (lungimea și lățimea) sunt, de regulă, mult mai mari decât grosimea sa. Hârtia este obținută din fibre de celuloză care se mențin împreună prin împletirea lor în peretele celular.
Deși cele mai căutate materiale celulozice pentru fabricarea hârtiei sunt pulpa lemnoasă a unor specii de arbori de esență moale, în special cea a coniferelor, datorită existenței fibrelor de celuloză în structura oricărei plante, de la ierburi până la arbori, se pot folosi și multe alte fibre, așa cum ar fi cele ale plantelor de bumbac, in, cânepă sau orez.

## Istoric
În jurul anului 200 î.Hr. hârtia era folosită deja în China, pe atunci confecționată din cârpe de mătase. Demnitarul chinez Cai Lun (48-118) a inventat hârtia în varianta ei mai modernă, materialele de bază fiind cânepa, țesătura și bumbacul amestecate cu apă, transformată în pastă și întinsă pe o foaie. Un document indică precis că hârtia, a fost descoperită în anul 98, însă procedeul de fabricare a fost ținut secret până secolul al VIII-lea, când Samarkandul era un centru însemnat de producere a hârtiei. Hârtia, sub forma pe care o cunoaștem astăzi, a fost inventată în China anului 105 de către un eunuc de la Curtea Imperială, pe nume Cai Lin. Hârtia sa reprezenta un amestec de coajă de copac, năvoade și lemn de bambus, pe care le presase și din care obținuse un material foarte subțire, pe care se putea scrie cu ușurință. Hârtia a ajuns în Bagdad în 793, în Siria și Egipt în cca. 900 și în Africa de Nord puțin după aceea. În Europa hârtia a ajuns târziu, abia prin anii 1100 iar prima fabrică de hârtie din Europa este deschisă în 1150 la Jativa, Valencia, Spania. Mai târziu au apărut fabrici și în Franța, Germania, Anglia, iar în România primele fabrici s-au construit în 1539 la Sibiu și în 1546 la Brașov, iar primul act oficial scris pe hârtie este dat de Mircea cel Bătrân Mănăstirii Tismana în anul 1406.

## Procedeul industrial modern

### Procesarea fibrelor
Celulele plantelor sunt alcătuite din fibre celulozice conectate. În timpul procedeului de extragere a pulpei celulozice, aceste fibre microscopice sunt separate unele de altele, iar acolo unde lanțul polimolecular a fost rupt chimic sau mecanic, suprafețele "libere" intră în contact una cu alta creând punți hidrogenate care conferă duritate, dar și elasticitate viitorului material.

#### Procedeul chimic

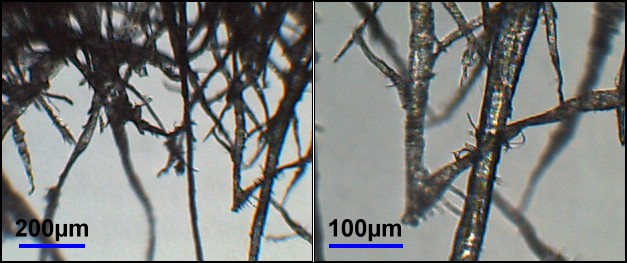
Structura microfibrelor din hârtie

Procedeul chimic utilizat astăzi pe scară largă este un complex de tratări chimice numite Procesul Kraft. Scopul acestei tratări chimice este eliminarea structurii ligninei (din pulpa supusă procesului), care este liantul organic care menține fibrele împreună, prin folosirea unui amestec care o dizolvă. După eliminarea acesteia, fibrele rămase pot fi folosite pentru realizarea unei hârtii de culoare maroniu nedefinit, nefinisată, utilizată la realizarea de pungi de hârtie sau a cutiilor din carton. Materialul brut astfel obținut poate fi folosit în continuare, printr-o purificare accentuată a ligninei rămase, conducând la obținerea pulpei de calitate superioară, pentru hârtie albă pentru scris și tipărit.
Deși procedeul chimic este mai scump decât cel mecanic, permițând o folosire de maximum 45 - 50 % din pulpa inițială, totuși este un procedeu larg folosit datorită calității produsului final și al menținerii, aproape nealterată, a lungimii inițiale a fibrelor materialului folosit, care este un factor de menținere a unor calități mecanice ridicate a hârtiei. Un alt avantaj al acestui procedeu este folosirea integrală a ligninei rezultate din proces ca și combustibil pentru încălzirea și electricitatea necesare procesului.

## În România
În anul 2003, consumul de hârtie din România a fost de 565.000 de tone, în valoare de 578 milioane dolari, iar valoarea importurilor a fost de aproape 400 milioane dolari, adică 70% din piață.
În anul 2007 s-au produs în total pe piața românească circa 450.000 de tone de hârtii (hârtie pentru carton ondulat, hârtie de ziar, hârtie de ambalaje, hârtie igienico-sanitară și alte hârtii), din care 37% au fost exportate; importurile de hârtii s-au ridicat la 507.000 de tone, iar consumul de hârtie și cartoane a fost de 36 de kilograme pe cap de locuitor, față de media europeană de peste 80 de kilograme pe cap de locuitor.
În anul 2008, principalii producători de hârtii pentru carton ondulat erau Eco Paper Zărnești, Ambro Suceava, Celhart Donaris, Vrancart Adjud și Celrom Turnu Severin,
Rondocarton Cluj și Dunapack Rambox.
În domeniul hârtiei de ziar, singurul producător de pe piața românească era Letea Bacău.
Principalii producători de hârtie igienico-sanitară, erau Comceh Călărași, Pehart Tec Petrești, Vrancart Adjud, Petrocart Piatra Neamț, Letea Bacău și Cahiro Scăieni.
În producția de hârtie de ambalaj albită și natural din celuloză activa Someș Dej.
În anul 2009, gradul de colectare a maculaturii în România este de 43-44%, față de media Uniunii Europene de peste 60%.